# Норфолк (остров)
Вижте пояснителната страница за други значения на Норфолк.
Норфолк (на английски: Norfolk Island) е малък остров в югозападната част на Тихия океан, разположен между Австралия, Нова Каледония и Нова Зеландия, на 1700 km от Сидни. Столицата му е Кингстън. Населението е 2 188 жители (2021г.)

## История
Островът е открит на 10 октомври 1774 г. от Джеймс Кук. От 1788 до 1855 г. Норфолк представлява затвор-каторга за опасни престъпници. От 1844 г. е в състава на британската колония Тасмания. След закриването на каторгата, през 1856 г. започва заселването на острова с европолинезийски метиси, преселници от остров Питкерн. През 1913 г. е обявен за владение на Австралия.

## Държавно устройство
Островът е владение на Австралия – външна територия. Управлява се от австралийски администратор. През 1979 г. е създаден орган за вътрешно самоуправление – Законодателна асамблея от 9 членове, избирани за 3 години. Асамблеята формира Изпълнителен съвет (правителство). Въоръжени сили няма. Столица е град Кингстън.

## География
Освен остров Норфолк (29°02′ ю. ш. 167°57′ и. д. / 29.033333° ю. ш. 167.95° и. д.), в групата има още две малки островчета – Филип и Непеан. Общата площ е 34,6 km². Дължина на бреговата линия е 38 km и е от клифов характер. Островите са с вулкански произход с най-висока точка връх Бейтс (319 m), разположен в северозападната част на острова и намиращ се на територията на Национален парк Норфолк. Почвената покривка е подходяща за отглеждане на цитрусови култури. Средна годишна температура 19 – 23 °С. Валежи 1200 – 1400 mm годишно.

## Население
- Население – 2554 души (2007 г.).
- Гъстота – 73,6 ж./km².
- Етнически състав – норфолкци (преселници от остров Питкерн) 52 %, англичани, австралийци, новозеландци 48 %.
- Официален език – английски; използва се местен диалект на английския (норфолкски).
- Азбука – латиница.
- Неграмотни – 5%.
- Религиозен състав – християни 98 % (от тях протестанти 88 %, католици 12 %), други 2 %.
- Административен център – Кингстън (903 жители).
- Други по-големи селища – Бърнт Пайн и Каскейд.

По данни от преброяването от 2016 г. населението е 1748 жители.
През 2021 г., след преброяването, проведено от Австралийското статистическо бюро, населението се е увеличило значително – от 1748 души през 2016 г. до 2188 души през 2021 г.

## Стопанство
Основни стопански дейности – риболов, земеделие и туризъм. Последният добива все по-голямо значение за брутния вътрешен продукт (40 хил. души годишно). В Кингстон има пристанище и летище. Парична единица – австралийски долар. Съотношение селско стопанство:промишленост:обслужване = 11:18:71.